# Крекінг-установка у Берр
Крекінг-установка у Берр – виробництво нафтохімічної промисловості на південному сході Франції, що знаходиться на східному узбережжі лагуни Етан-де-Берр (з’єднана з Середземним морем природним каналом Етан-де-Карон).
В 1968 році нафтопереробний завод компанії Shell в Етан-де-Берр доповнили установкою парового крекінгу. Станом на першу половину 2000-х нею володіли на паритетних засадах Shell та компанія Basell (створене в 1998-му так само на паритетних засадах спільне підприємство Shell та німецького хімічного концерну BASF). В 2005-му Basell придбав сторонній інвестор, який за пару років викупив у Shell її 50% акцій та став одноосібним власником (а в 2008-му придбав і НПЗ в Етан-де-Берр). З 2018-го ця компанія відома як LyondellBasell.
Станом на середину 2010-х потужність установки парового крекінгу досягла 450 тисяч тонн етилену на рік, при цьому використовується важка, як для нафтохімії, сировина – газовий бензин (naphtha, 75%) і газойль (13%), а також певна частка бутану (12%). Це дає можливість також продукувати більш важкі, аніж етилен, ненасичені вуглеводні – пропілен (230 тисяч тонн) та бутадієн (80 тисяч тонн).
Етилен використовують або могли використовувати:
– установка полімеризації потужністю 320 тисяч тонн поліетилену на рік;
– установка полімеризації в Фо-сюр-Мер (два десятки кілометрів на захід, з іншого боку лагуни Етан-де-Берр) потужністю 110 тисяч тонн (закрита у 2009-му);
— завод мономеру вінілхлориду в Лавері, потужність якого станом на 2018-й становила 525 тисяч тонн;
— завод мономеру вінілхлориду в Фос-сюр-Мер, що станом на 2018-й міг виробляти 415 тисяч тонн.
Також можливо відзначити, що через трубопровід Берр – Сент-Обан майданчик має вихід до системи етиленопроводів, що простягнулась аж до німецького кордону.
Пропілен споживають:
– виробництво поліпропілену потужністю 350 тисяч тонн на рік;
– завод оксиду пропілену (220 тисяч тонн) та пропіленгліколю (80 тисяч тонн), що з 1988-го діє у Фос-сюр-Мер (Фос-Кабан). Наразі цей завод так само належить LyondellBasell.
Також можливо відзначити, що на майданчику у Фос-сюр-Мер (Фос-Кабан) наявний у  фракції С4 (з якої до того вже вилучили бутадієн) ізобутилен використовують для продукування етилтретинного/метилтретинного бутилового етеру (612 тисяч тонн на рік).